# Se fosse tutto facile
Se fosse tutto facile è un romanzo di Maria Daniela Raineri del 2010.

## Trama
Stefano e Valentina sono la coppia protagonista del romanzo. Stefano ha 35 anni; ha trascorso gli ultimi 5 anni in una convivenza con Valentina. Il loro matrimonio è ormai finito e Stefano torna dalla madre, la quale non nasconde la soddisfazione di riaverlo con sé; Stefano però non intende rimanere a lungo nella casa materna. Sperando di recuperare il suo rapporto con Valentina, Stefano ripercorre la loro storia cercando di aggiustare le cose. I due sono completamente diversi: Stefano è un cocco di mamma, tollerante, disponibile, con posto fisso e poca iniziativa; Valentina, un po' insicura, ma brillante, irrequieta e intelligente vuole far carriere nel campo dell'editoria. Nonostante la diversità si piacciono dal primo istante e vanno a convivere; successivamente si sposano. Ma la vita quotidiana, gli scontri e le bugie fanno sì che la loro storia finisca.